# Calycomyza grenadensis
Calycomyza grenadensis este o specie de muște din genul Calycomyza, familia Agromyzidae, descrisă de Zlobin în anul 1996.
Este endemică în Grenada. Conform Catalogue of Life specia Calycomyza grenadensis nu are subspecii cunoscute.